# Sanitätsregiment 2
Das Sanitätsregiment 2 „Westerwald“ (SanRgt 2) ist eine militärische Dienststelle des Zentralen Sanitätsdienstes der Bundeswehr, die dem Kommando Sanitätsdienstliche Einsatzunterstützung in Weißenfels unterstellt ist. Die etwa 900 Angehörigen des Sanitätsverbandes sind in der Alsberg-Kaserne in Rennerod sowie in der Falckenstein-Kaserne in Koblenz stationiert.

## Geschichte
Das Regiment gehört zu den ältesten Verbänden der Bundeswehr und wurde am 16. August 1956 als Sanitätsbataillon 5 (SanBtl 5) in der Karfreit-Kaserne im bayerischen Degerndorf am Inn (1971 Eingemeindung nach Brannenburg) aufgestellt und am 29. Oktober 1957 in die Augusta-Kaserne nach Koblenz verlegt. Im Jahre 1960 war der Verband im Rahmen der Erdbebenhilfe in Marokko maßgeblich am ersten Auslandseinsatz der Bundeswehr beteiligt. Zum 1. Mai 1969 wurde das Bataillon in die damals neu errichtete Alsberg-Kaserne nach Rennerod verlegt.
Als Sanitätsbataillon 5 durchlief es die unterschiedlichsten Heeresstrukturen mit den entsprechenden Umgliederungen in der Binnenstruktur. Im Rahmen der Heeresstruktur „Neues Heer für neue Aufgaben“ wurde aus dem Sanitätsbataillon 5 zum 1. April 1997 das Sanitätsregiment 5 (SanRgt 5).
Das Bataillon bzw. Regiment war in den ersten dreißig Jahren als Teil der Divisionstruppen dem stellvertretenden Divisionskommandeur und Kommandeur Divisionstruppen der 5. Panzerdivision in Diez unterstellt. Diese Unterstellung wurde im Rahmen der Zentralisierung des Sanitätsdienstes und der Auflösung der 5. Panzerdivision zum 1. Juli 2002 geändert und das Sanitätsregiment am 21. Januar 2003 in Lazarettregiment 21 (LazRgt 21) umbenannt. Seitdem unterstand es truppendienstlich und fachlich dem Sanitätskommando II in Diez. Am 20. September 2008 wurde dem Lazarettregiment 21 der Beiname „Westerwald“ verliehen.
Im Januar 2013 wurde das Lazarettregiment 21 im Zuge der Neuausrichtung der Bundeswehr dem Kommando Sanitätsdienstliche Einsatzunterstützung in Weißenfels unterstellt. Am 20. Juli 2015 wurde im Rahmen eines öffentlichen Appells am Hubertusplatz in Rennerod das Lazarettregiment 21 aufgelöst und das Sanitätsregiment 2 an den Standorten Rennerod und Koblenz neu aufgestellt. Die formelle Auflösung des Lazarettregiments datiert auf den 31. Dezember 2015, die Aufstellung des Sanitätsregiments auf den 1. Juli 2015.

## Auftrag
Das Sanitätsregiment 2 ist ein Verband der Sanitätstruppe für die sanitätsdienstliche Unterstützung von Einsätzen zur Krisenbewältigung und Konfliktverhütung, zur Landes- und Bündnisverteidigung, zur humanitären Hilfe sowie von einsatzgleichen Verpflichtungen. Es ist dafür mit mobilen sanitätsdienstlichen Einsatzkräften der Versorgungsebenen 1 (Erste notfallmedizinische Versorgung) bis 3 (Einsatzlazarett) ausgestattet. Hierzu zählen die ersten notfallchirurgischen, internistischen, psychiatrischen und zahnärztlichen/oralchirurgischen Maßnahmen im Anschluss an die erste allgemein- und notfallmedizinische Erstversorgung.
Die Regimentsführung des Sanitätsregimentes 2 nimmt die truppen- und fachdienstlichen Führungsaufgaben auf Verbandsebene gegenüber den unterstellten Einheiten im Grundbetrieb wahr. Zudem gewährleistet sie die Ausbildungs- und Übungs-Fähigkeit sowie die Einsatzbereitschaft der unterstellten Einheiten.
Das Sanitätsregiment 2 führt im Weiteren das Ausbildungs- und Simulationszentrum truppen- und fachdienstlich und gewährleistet die bedarfsgerechte Durchführung des einsatzbezogenen Ausbildungsauftrages. Außerdem nimmt es die Aufgaben einer Betreuungsstelle für Sanitätsoffizieranwärter wahr.
Im Rahmen der nationalen territorialen Aufgaben führt das Sanitätsregiment 2 die nichtaktiven sanitätsdienstlichen Verstärkungselemente auf Ebene der Kreis- und Bezirksverbindungskommandos und arbeitet hierzu mit den entsprechenden Dienststellen zusammen. Zusätzlich stellt das Sanitätsregiment 2 bei der zivil-militärischen Zusammenarbeit, unter Rückgriff auf aktive und nichtaktive Kräfte, die Fähigkeit eines Zivil-militärischen-Zusammenarbeit-Stützpunktes des Sanitätsdienstes sicher.
Das Sanitätsregiment 2 stellt die Fähigkeiten zur Führung von Sanitätsverbänden Einsatz, zum Betrieb sanitätsdienstlicher Einrichtungen auf der Versorgungsebene Role 2 (vergleichbar eines Kreiskrankenhauses) und Role 3, zum landgebundenen Krankentransport, zur sanitätsdienstlichen Begleitung des luftgestützten Kranken- und Verwundetentransportes und zur sanitätsdienstlichen Einsatzunterstützung (ohne Sanitätsmaterialwirtschaft) im Einsatz mit Schwerpunkt für Operationen zur Krisenbewältigung und Konfliktverhütung und für subsidiäre Einsätze im Inland bereit.
Zudem kann das Sanitätsregiment 2 die Aufgaben eines Leitverbandes für Operationen zur Krisenbewältigung und Konfliktverhütung wahrnehmen und stellt Funktionsteams, Einsatzorganisationselemente und Gefechtsstände auf Verbandsebene in den Einsatz ab. Im Rahmen des operativen Wechselspiels stellt es Einzelpersonal, Funktionsteams und Einsatzorganisationselemente für den Ausbildungs- und Übungsbetrieb sowie den Einsatz für andere Einsatzoptionen und einsatzgleiche Verpflichtungen ab.
Das Sanitätsregiment 2 arbeitet mit der vorgesetzten Kommandobehörde im Rahmen des Ausbildungs-, Übungs- sowie des Einsatzverbundes eng, insbesondere mit sanitätsdienstlichen Gesundheitseinrichtungen, den Sanitätsstaffeln Einsatz, den Versorgungs- und Instandsetzungszentren Sanitätsmaterial, den Sanitätsstaffeln Sanitätsmaterialversorgung Einsatz und den übrigen Verbänden der Sanitätstruppe sowie den sanitätsdienstlich zu unterstützenden Truppenteilen zusammen.

## Gliederung
Das Sanitätsregiment 2 ist mit seinen Organisationselementen an den Standorten Rennerod und Koblenz stationiert. Während die Regimentsführung und sechs Kompanien (1. – 5./SanRgt 2 und 11./SanRgt 2) in Rennerod stationiert sind, befinden sich am Standort Koblenz der Führungsbereich Koblenz (SanRgt 2 FüBer KOB) mit fünf Kompanien (6. – 10./SanRgt 2), sowie das Ausbildungs- und Simulationszentrum des Regimentes (Ausb-/SimZ SanRgt 2). Die beiden Verbände in Koblenz wurden am 29. September 2016 offiziell in Dienst gestellt.

### Versorgungs- und Unterstützungskompanien
Die 1. und 6. Kompanie, sind als sogenannte Versorgungs- und Unterstützungskompanien, die Dienstleister für das gesamte Regiment. Zudem ist in die erste Kompanie die SanOA-Betreuung für die Studienorte Gießen und Marburg eingegliedert. Angefangen mit der Bereitstellung von Transportkapazität für Personal und Material, über die Materialbeschaffung und dessen Erhaltung sowie die Sicherstellung Führungsfähigkeit durch entsprechende Fernmeldemittel und IT-Ausstattung, zeichnen diese Kompanien für die Schaffung optimaler Rahmenbedingungen zur Einsatz- und Betriebsfähigkeit der Behandlungseinrichtungen für und im Auslandseinsatz verantwortlich. Somit sind alle Peripherieanteile von der Feldwäscherei, über Wasserversorgung und Feldküche, bis hin zur gesamten logistischen Versorgung mit Medikamenten der Behandlungseinrichtungen ihren jeweiligen Verantwortungsbereichen zuzuschreiben. In der Folge erfüllen sie alle Aufgaben einer klassischen Stabs- und Versorgungskompanie mit zusätzlichen Spezialaufgaben des Sanitätsdienstes.

### Krankentransportkompanien
Die 2. und 7. Kompanie stellen als Krankentransportkompanien zum einen den Kranken- und Verwundetentransport sowie die Betreuung der Patienten sicher und besitzen zum anderen die Mittel, um in hochmobilen Rettungsstationen eine erste notfallmedizinische Behandlung zu gewährleisten. Dazu halten sie das Assistenzpersonal, entsprechendes notfallmedizinisches Material und geschützte sowie ungeschützte Transportmittel zur Patientenevakuierung und deren Stabilisierung sowie Rettungsstationen bereit, welche in einem Auslandseinsatz mit entsprechenden Notfallmedizinern personell verstärkt werden. Im Inland sind die beiden Kompanien für den fachlichen Kompetenzerhalt ihres medizinischen Personals sowie für die materielle Einsatzbereitschaft verantwortlich. Somit sind die Krankentransportkompanien ein wichtiges Bindeglied auf dem Weg zur Behandlungsebene 2 in Form eines Rettungszentrums.

### Sanitätskompanien Rettungszentrum
Die 3. und 8. Kompanie halten als Sanitätskompanien Rettungszentrum Personal und Material bereit, um bei Erfordernis die Behandlungsebene 2 in Form von Rettungszentren abbilden zu können. In diesen Behandlungseinrichtungen können umfassende Schockbekämpfung, erste notfallchirurgische Eingriffe, begrenzte weiterführende Diagnostik und intensivmedizinische Behandlung sowie eine generelle Pflege von Erkrankten und Verwundeten durchgeführt werden. Hierzu besitzen die Kompanien Zelte und Container, welche sich je nach Erfordernis modular erweitern lassen, um so lageangepasst und nachhaltig durchhaltefähig zu sein.

### Sanitätskompanien Einsatzlazarett
Die am breitesten gefächerte und in der Ergebnisqualität dem eines Kreiskrankenhauses im Inland entsprechende Patienten- und Verwundeten-Versorgung bilden die 4. und 9. Kompanie als Sanitätskompanien Einsatzlazarett ab. In den Einsatzlazaretten beginnt die klinische Akutversorgung, und hier findet die stationäre fachärztliche Versorgung der Patienten oder Verwundeten bis hin zu größeren Operationen statt. Darüber hinaus verfügt das Einsatzlazarett über weitere intensivmedizinische Kapazitäten und eine Pflegestation für bis zu 180 Patienten. Somit stellen die beiden Kompanien die höchste qualitative Instanz der medizinischen Behandlungsfähigkeiten in besonderen Auslandsverwendungen dar. Im Falle von schwerwiegenden und langwierigen Krankheits- und Verletzungsmustern wird eine luftgestützte strategische Rückverlegung der Soldaten ins Heimatland zu einem Bundeswehrkrankenhaus angestrebt, um so die klinische Folgeversorgung voranzutreiben. Im Vorgriff hierzu werden mittels Telemedizin entsprechende Daten zur nahtlosen Gewährleistung der Rettungskette an die Ärzteteams der Bundeswehrkrankenhäuser im Inland übermittelt. Das Equipment hierzu wird entsprechend im Auslandseinsatz vorgehalten.

### Sanitätskompanien Verstärkungsreserve
Die 5. und 10. Kompanie werden zur Herstellung der vollen Einsatzbereitschaft des übergeordneten aktiven Verbandes der Sanitätsgruppe benötigt. Sie unterstützen den aktiven Verband im gesamten Aufgabenspektrum bei Ausbildung, Übung und Einsatz, insbesondere auch bei der Wahrnehmung der Aufgaben eines Stützpunktes für die zivil-militärische Zusammenarbeit sowie bei nationalen Hilfseinsätzen.

### Grundausbildungskompanie
Die 11. Kompanie führt die Grundausbildung für Soldaten der Laufbahnen „Sanitätsdienst“ und des Zentralen Sanitätsdienstes der Bundeswehr in anderen Laufbahnen durch. Darin integriert sind einsatzvorbereitende, sowie erweiterte, sanitätsdienstliche Ausbildungen.

### Ausbildungs- und Simulationszentrum
Das Ausbildungs- und Simulationszentrum Sanitätsregiment 2 bietet die sanitätsdienstlich – fachliche Ausbildung sowie die Fort- und Weiterbildungen für Rettungsassistenten und Einsatzsanitäter oder die Ausbildung zum Ersthelfer im Einsatz. In militärischen Ausbildungen werden unter anderem die taktische Verwundetenversorgung im Einsatz beübt und mittelfristig die Einsatzlandunspezifische Ausbildung (ELUSA) durchgeführt.

## Internes Verbandsabzeichen
Das Regimentswappen „Sanitätsregiment 2“ hat die Form des heraldischen Rundschildes. Dieser ist durch eine aufsteigende eingebogene Spitze gespalten und zeigt im rechten, roten Feld die Madonna von Stalingrad, im linken, silbernen Feld ein rotes durchgehendes Kreuz und in der aufsteigenden dunkelblauen Spitze das Wappen des Sanitätsdienstes der Bundeswehr.

### Wappenbegründung vorderes (rechtes) Feld
In Gold eine sitzende Frauengestalt, die, ähnlich einer Schutzmadonna, unter ihrem Mantel ein Kind birgt, dieses liebevoll ansieht und ihm Schutz und Geborgenheit gibt. Weihnachten 1942 zeichnete im Kessel von Stalingrad – inmitten der Dunkelheit, der Verzweiflung und der Todesangst – der Pfarrer und Arzt Dr. Dr. Kurt Reuber, Truppenarzt beim MunBtl des VersRgt der 16. PzDiv, für seine Kameraden auf der Rückseite einer russischen Landkarte mit Kohle die später bekannt gewordene Stalingradmadonna. In einem Bunker in Stalingrad beteten seine Kameraden Weihnachten 1942 vor dieser Zeichnung der Mutter mit Kind. Sie wurde den Soldaten aufbauender Ausdruck der Hoffnung und der Liebe. Das Symbol repräsentiert seit vielen Jahrzehnten die Sanitätstruppe am Standort Rennerod und ist zugleich Sinnbild für Menschlichkeit, Nächstenliebe und Hoffnung.

### Wappenbegründung hinteres (linkes) Feld
Die Stadtfarben der Stadt Koblenz sind rot-weiß. Das heutige Wappen taucht erstmals im 14. Jahrhundert auf. Das Kreuz auf silbernem Grund steht für das Wappen des Erzbistums Trier, dem Koblenz seit 1018 angehörte und dessen Residenzstadt Koblenz-Ehrenbreitstein etwa 1629 bis 1786 sowie Koblenz von 1786 bis 1794 war. Die auf den Kreuzungspunkt des Kreuzes gelegte goldene Krone ist das lokale Wappensymbol und steht für die Himmelskönigin Maria, die Schutzpatronin der Stadt, der die Stadtpfarrkirche „Unserer lieben Frau“ geweiht ist. Das Symbol repräsentiert die am Standort Koblenz stationierten und eng mit der Stadt verbundenen Elemente des Sanitätsregiments 2, den Führungsbereich Koblenz sowie das Ausbildungs- und Simulationszentrum Sanitätsregiment 2.

### Wappenbegründung unteres Feld
Die in Dunkelblau gehaltene aufsteigende Spitze symbolisiert die Waffenfarbe der Sanitätstruppe der Bundeswehr. Das in der Mitte der aufsteigenden Spitze gelegene Eiserne Kreuz bildet das Hoheitsabzeichen der Bundeswehr ab. Dieses ist überlagert vom Äskulapstab, ein von einer Schlange umwundener Stab. Ursprünglich war er ein Attribut des Asklepios (dt.: Äskulap), des Gottes der Heilkunde in der griechischen Mythologie. Heute ist er das Symbol des ärztlichen und pharmazeutischen Standes und spiegelt somit alle Approbationen der Bundeswehr wider (Arzt, Zahnarzt, Tierarzt oder Apotheker). Die beiden schwarzen Linien der aufsteigenden Spitze symbolisieren die Flüsse Rhein und Mosel, die am oberen Rand des Wappenschildes zusammenlaufen.